# Lekkoatletyka na Letnich Igrzyskach Olimpijskich 1904
Rezultaty zawodów lekkoatletycznych rozegranych podczas Letnich Igrzysk Olimpijskich w Saint Louis, w dniach 29 sierpnia-3 września 1904 roku na stadionie Francis Field. Tabelę medalową zdominowali gospodarze igrzysk, którzy na 74 wszystkich możliwych medali w konkurencjach lekkoatletycznych, zdobyli aż 68 krążków.

## Medaliści

### Bieg 60 m
| Lp. | Zawodnik         | Rezultat | Medal |
| --- | ---------------- | -------- | ----- |
| 1   | Archie Hahn      | 7,0      |       |
| 2   | William Hogenson | 7,2      |       |
| 3   | Fay Moulton      | 7,2      |       |

### Bieg 100 m
| Lp. | Zawodnik           | Rezultat | Medal |
| --- | ------------------ | -------- | ----- |
| 1   | Archie Hahn        | 11,0     |       |
| 2   | Nathaniel Cartmell | 11,2     |       |
| 3   | William Hogenson   | 11,3     |       |

### Bieg 200 m
| Lp. | Zawodnik           | Rezultat | Medal |
| --- | ------------------ | -------- | ----- |
| 1   | Archie Hahn        | 21,6     |       |
| 2   | Nathaniel Cartmell | 21,9     |       |
| 3   | William Hogenson   | 22,1     |       |

### Bieg 400 m
| Lp. | Zawodnik      | Rezultat | Medal |
| --- | ------------- | -------- | ----- |
| 1   | Harry Hillman | 49,2     |       |
| 2   | Frank Waller  | 49,9     |       |
| 3   | Herman Groman | 50,0     |       |

### Bieg 800 m
| Lp. | Zawodnik         | Rezultat | Medal |
| --- | ---------------- | -------- | ----- |
| 1   | Jim Lightbody    | 1:56,0   |       |
| 2   | Howard Valentine | 1:56,3   |       |
| 3   | Emil Breitkreutz | 1:56,4   |       |

### Bieg 1500 m
| Lp. | Zawodnik       | Rezultat | Medal |
| --- | -------------- | -------- | ----- |
| 1   | Jim Lightbody  | 4:05,4   |       |
| 2   | William Verner | 4:06,8   |       |
| 3   | Lacey Hearn    |          |       |

### Maraton[2]
| Lp. | Zawodnik       | Rezultat | Medal |
| --- | -------------- | -------- | ----- |
| 1   | Thomas Hicks   | 3:28:53  |       |
| 2   | / Albert Corey | 3:34:52  |       |
| 3   | Arthur Newton  | 3:47:33  |       |

### 110 m przez płotki
| Lp. | Zawodnik          | Rezultat | Medal |
| --- | ----------------- | -------- | ----- |
| 1   | Frederick Schule  | 16,0     |       |
| 2   | Thaddeus Shideler | 16,2     |       |
| 3   | Lesley Ashburner  | 16,4     |       |

### 200 m przez płotki
| Lp. | Zawodnik        | Rezultat | Medal |
| --- | --------------- | -------- | ----- |
| 1   | Harry Hillman   | 24,6     |       |
| 2   | Frank Castleman | 24,9     |       |
| 3   | George Poage    | 25,2     |       |

### 400 m przez płotki
| Lp. | Zawodnik      | Rezultat | Medal |
| --- | ------------- | -------- | ----- |
| 1   | Harry Hillman | 53,0     |       |
| 2   | Frank Waller  | 53,2     |       |
| 3   | George Poage  | 58,4     |       |

### 2590 m przez przeszkody
| Lp. | Zawodnik      | Rezultat | Medal |
| --- | ------------- | -------- | ----- |
| 1   | Jim Lightbody | 7:39,6   |       |
| 2   | John Daly     | 8:01,6   |       |
| 3   | Arthur Newton | 8:07,0   |       |

### Drużynowy bieg na 4 mile
| Lp. | Państwo                                                                                               | Rezultat | Medal |
| --- | --- | -------- | ----- |
| 1   | Stany Zjednoczone · Arthur Newton · George Underwood · Paul Pilgrim · Howard Valentine · David Munson | 27       |       |
| 2   | Drużyna mieszana Jim Lightbody William Verner Lacey Hearn Albert Corey Sidney Hatch                   | 28       |       |
| 3   | Nie przyznawano                                                                                       |          | –     |

### Skok w dal
| Lp. | Zawodnik         | Rezultat | Medal |
| --- | ---------------- | -------- | ----- |
| 1   | Myer Prinstein   | 7,34 m   |       |
| 2   | Daniel Frank     | 6,89 m   |       |
| 3   | Robert Stangland | 6,88 m   |       |

### Trójskok
| Lp. | Zawodnik             | Rezultat | Medal |
| --- | -------------------- | -------- | ----- |
| 1   | Myer Prinstein       | 14,35 m  |       |
| 2   | Frederick Engelhardt | 13,90 m  |       |
| 3   | Robert Stangland     | 13,36 m  |       |

### Skok wzwyż
| Lp. | Zawodnik        | Rezultat | Medal |
| --- | --------------- | -------- | ----- |
| 1   | Samuel Jones    | 1,803 m  |       |
| 2   | Garrett Serviss | 1,778 m  |       |
| 3   | Paul Weinstein  | 1,778 m  |       |

### Skok o tyczce
| Lp. | Zawodnik       | Rezultat | Medal |
| --- | -------------- | -------- | ----- |
| 1   | Charles Dvorak | 3,505 m  |       |
| 2   | LeRoy Samse    | 3,35 m   |       |
| 3   | Louis Wilkins  | 3,35 m   |       |

### Skok w dal z miejsca
| Lp. | Zawodnik     | Rezultat | Medal |
| --- | ------------ | -------- | ----- |
| 1   | Ray Ewry     | 3,47 m   |       |
| 2   | Charles King | 3,27 m   |       |
| 3   | John Biller  | 3,25 m   |       |

### Trójskok z miejsca
| Lp. | Zawodnik       | Rezultat | Medal |
| --- | -------------- | -------- | ----- |
| 1   | Ray Ewry       | 10,55 m  |       |
| 2   | Charles King   | 10,16 m  |       |
| 3   | Joseph Stadler | 9,60 m   |       |

### Skok wzwyż z miejsca
| Lp. | Zawodnik         | Rezultat | Medal |
| --- | ---------------- | -------- | ----- |
| 1   | Ray Ewry         | 1,60 m   |       |
| 2   | Joseph Stadler   | 1,45 m   |       |
| 3   | Lawson Robertson | 1,45 m   |       |

### Pchnięcie kulą
| Lp. | Zawodnik           | Rezultat | Medal |
| --- | ------------------ | -------- | ----- |
| 1   | Ralph Rose         | 14,81 m  |       |
| 2   | Wesley Coe         | 14,40 m  |       |
| 3   | Lawrence Feuerbach | 13,37 m  |       |

### Rzut dyskiem
| Lp. | Zawodnik            | Rezultat | Medal |
| --- | ------------------- | -------- | ----- |
| 1   | Martin Sheridan     | 39,28 m  |       |
| 2   | Ralph Rose          | 39,28 m  |       |
| 3   | Nikolaos Jeorgandas | 37,68 m  |       |

### Rzut młotem
| Lp. | Zawodnik      | Rezultat | Medal |
| --- | ------------- | -------- | ----- |
| 1   | John Flanagan | 51,23 m  |       |
| 2   | John DeWitt   | 50,265 m |       |
| 3   | Ralph Rose    | 45,73 m  |       |

### Rzut ciężarem 56 funtowym
| Lp. | Zawodnik           | Rezultat | Medal |
| --- | ------------------ | -------- | ----- |
| 1   | Étienne Desmarteau | 10,465 m |       |
| 2   | John Flanagan      | 10,16 m  |       |
| 3   | James Mitchel      | 10,135 m |       |

### Trójbój lekkoatletyczny (skok w dal + pchnięcie kulą + bieg na 100 jardów)
| Lp. | Zawodnik     | Rezultat | Medal |
| --- | ------------ | -------- | ----- |
| 1   | Max Emmerich | 35,7     |       |
| 2   | John Grieb   | 34,0     |       |
| 3   | William Merz | 32,9     |       |

### Dziesięciobój
| Lp. | Zawodnik     | Rezultat | Medal |
| --- | ------------ | -------- | ----- |
| 1   | Tom Kiely    | 6036     |       |
| 2   | Adam Gunn    | 5907     |       |
| 3   | Truxtun Hare | 5813     |       |

## Tabela medalowa zawodów
| Poz. | Państwo              |    |    |    |    |
| ---- | -------------------- | -- | -- | -- | -- |
| 1    | Stany Zjednoczone    | 23 | 23 | 22 | 68 |
| 2    | Wielka Brytania      | 1  | 1  | 0  | 2  |
| 3    | Kanada               | 1  | 0  | 0  | 1  |
| 4    | Drużyna mieszana     | 0  | 1  | 0  | 1  |
| 5    | Cesarstwo Niemieckie | 0  | 0  | 1  | 1  |
| 5    | Grecja               | 0  | 0  | 1  | 1  |
|      | Łącznie              | 25 | 25 | 24 | 74 |